# Blatce
Blatce (en allemand : Gross Blatzen) est une commune du district de Česká Lípa, dans la région de Liberec, en République tchèque. Sa population s'élevait à 110 habitants en 2021.

## Géographie
Blatce se trouve à 7 km au sud-est de Dubá, à 21 km au sud-sud-est de Česká Lípa, à 44 km au sud-ouest de Liberec et à 50 km au nord-nord-est de Prague.
La commune est limitée par Dubá, Ždírec et Luka au nord, par Doksy à l'est, par Nosálov et Mšeno au sud et par Dobřeň à l'ouest.

## Histoire
La première mention écrite du village date de 1414.

## Patrimoine
Le château de Houska, principale curiosité touristique se trouve sur son territoire.

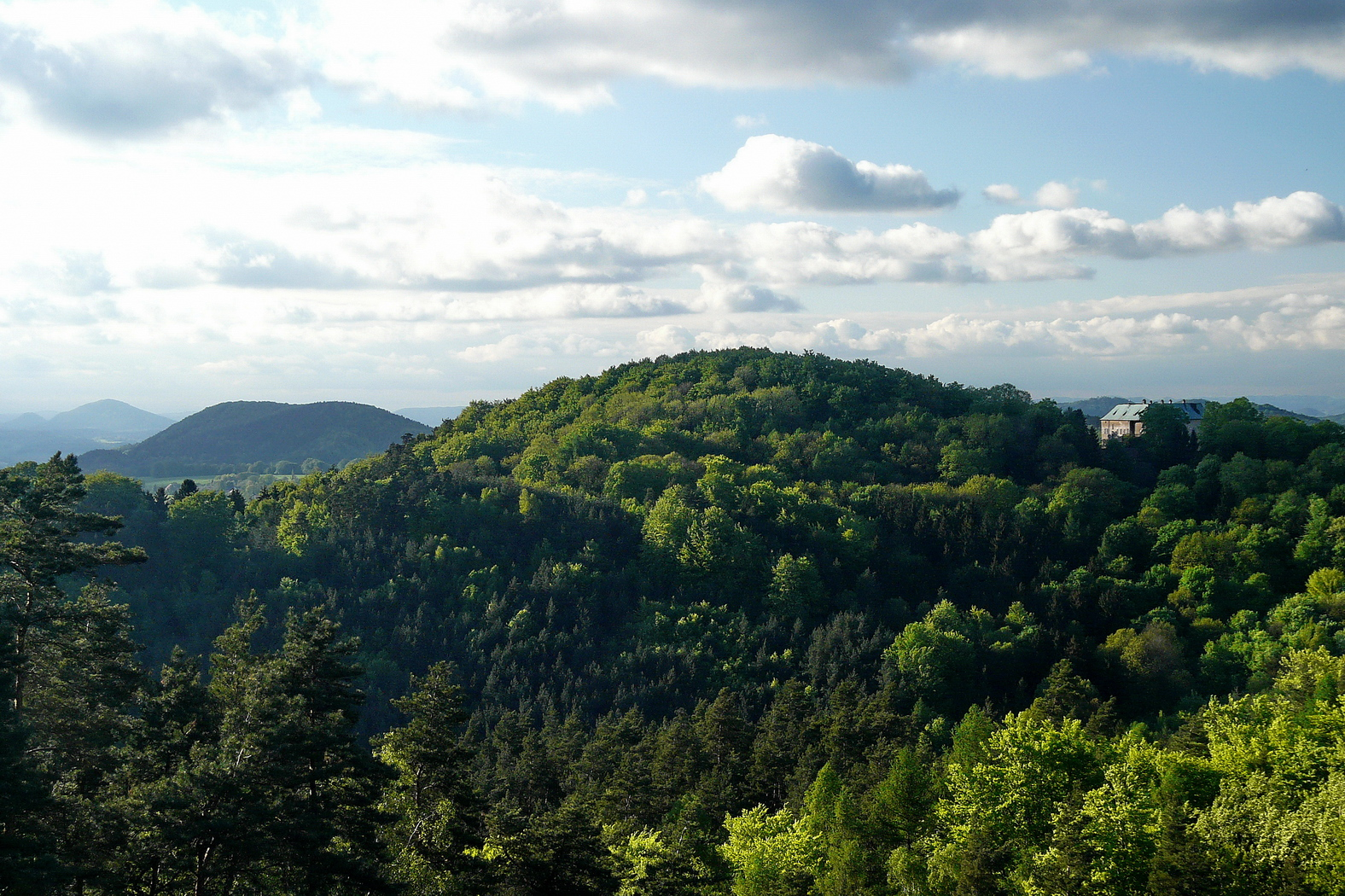
Colline et château de Houska.
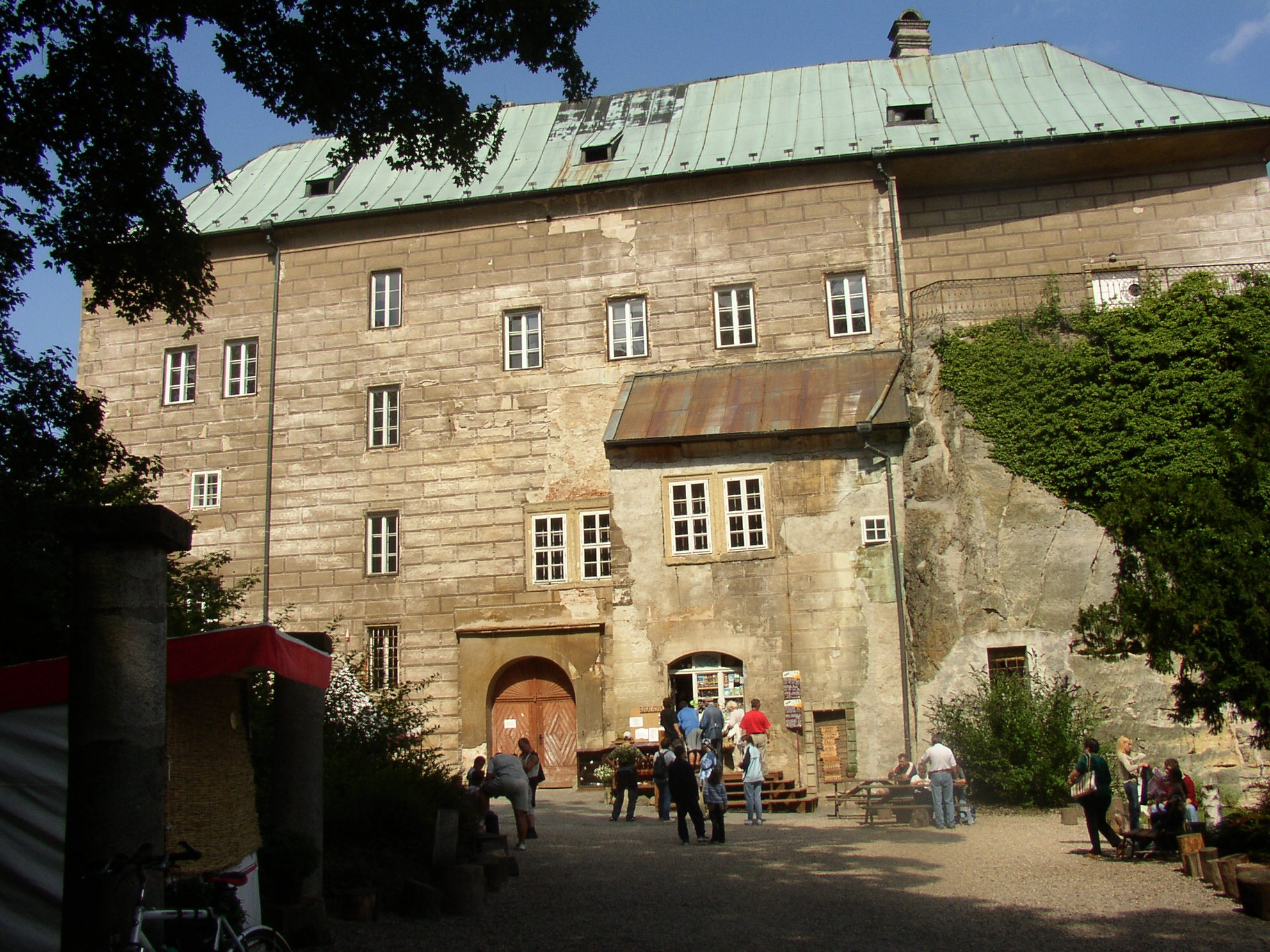
Château de Houska.

## Transports
Par la route, Blatce se trouve à 8 km de Doksy, à 28 km de Česká Lípa et à 61 km de Prague.